# Tatami iwashi
Il tatami Iwashi (タタミイワシ?) è un piatto tipico della cucina giapponese, ottenuto essiccando delle sardine (shirasu, 白子 / しらす).

## Preparazione
Si lascia essiccare il preparato al sole su un telaio costituito di bambù, un processo che ricorda quello della preparazione del Washi (和紙?) (la famosa carta giapponese).

## Etimologia
Il nome prende origine per la sua somiglianza con il tatami  (畳), che è la tradizionale pavimentazione di origine giapponese, costituiti da paglia di riso elaborata.